# Mount Brennan
Mount Brennan ist ein 2540 m hoher, kuppelförmiger Berg in der antarktischen Ross Dependency. Er ist und rund 12 km nordöstlich des Mount Cartwright die nördlichste Erhebung der Hughes Range. 
Wissenschaftler der United States Antarctic Service Expedition (1939–1941) entdeckten und fotografierten ihn während des sogenannten Fluges C vom 29. Februar bis 1. März 1940. Von 1957 bis 1958 nahm der Geophysiker Albert P. Crary (1911–1987) Landvermessungen des Gebiets vor. Benannt ist der Berg nach Matthew J. Brennan, wissenschaftlicher Leiter der Ellsworth-Station im Jahr 1958.